# Districte de Lisieux
El Districte de Lisieux és un dels districtes del departament francès de Calvados a la Normandia. Té com a capital la sostprefectura de Lisieux i compta amb els cantons següents:
- Cantó de Blangy-le-Château
- Cantó de Cambremer
- Cantó de Dozulé
- Cantó d'Honfleur
- Cantó de Lisieux-1
- Cantó de Lisieux-2
- Cantó de Lisieux-3
- Cantó de Livarot
- Cantó de Mézidon-Canon
- Cantó d'Orbec
- Cantó de Pont-l'Évêque
- Cantó de Saint-Pierre-sur-Dives
- Cantó de Trouville-sur-Mer